# Хентски мир
Хентски мир (хол. Pacificatie van Gent) је споразум који су 8. новембра 1576. године потписале низоземске провинције како би формирале тзв. Општу Унију. Потписана је у мировној сали градске већнице у Гент. Овај политички успех Вилема I Оранског био је могућ захваљујући Шпанској фурији, тј. пљачкању Антверпена 4. новембра 1576. које је починила шпанска најамничка војска која је хтела да надокнади неисплаћене плате. Последица овог чина био је настанак изразитог антишпанског расположења међу свим верским заједницама у Низоземљу. 

## Повод
Покушаји Филипа II да потисне протестантизам, централизује власт, реформише судску праксу и пре свега опорезивање довели су до устанка у Низоземљу. Намесник шпанског краља Вилем I приколнио се побуњеницима. Иако је и на југу постојала огорченост краљем, отворени устанак почео је у Холандији и Зеланду. Краљ Филип II остварио је извесне војне успехе али устанак није био угушен. Штавише, банкротирао је јер су трошкови плаћеника били превисоки. Исти су се због недостатка новца побунили. Овај догађај је назван Шпанска фурија. Хент су освојиле присталице породице Орање, а сталешке скупштине Брабанта су без ичије помоћи сазвале Општу сталешку скупштину. Хентским миром 1576. године области Брабант, Фландрија, Артезија и Ено потписале су споразум са Холандијом и Зеландом и именовале Вилема I као свог намесника.

## Исход
Питање религије (супротности протестаната и католика) није решено већ одложено за прво скупштинско заседање. Разлог је била унутрашња подељеност: провинцијама Холандија и Зеланд доминирали су калвинисти који су захтевали властиту верску слободу, док су остале провинције биле су још увек великим делом католичке и захтевале су верску слободу за све. Ово се односило и на провинције Холандију и Фризију. У Фризији су у великом броју били присутни анабаптисти на челу са фризијским реформатором Меном Симонсом. Договорено је да обе конфесије треба да наставе да коегзистирају док се не дође до коначног решења. 
Општа сталешка скупштина усвојила је мировни споразум 7. јануара 1577. године у Бриселу. Првом бриселском унијом у провинцијама Зеланд, Холандија, Бурен и Бомел дозвољен је искључиво калвинизам, док је у осталим провинцијама био дозвољен и католицизам, али власт није смела да прогони протестанте. Вилем I је признат као намесник Холандије и Зеланда.
Изгледало је да ће се Хентским миром велики идеал Вилема I (јединство 17 низоземских провинција на основу верске слободе) претворити у реалност. Убрзо се овај идеал показао недостижним. Три године касније су се Северно и Јужно Низоземље распали на Арашку и Утрехтску унију.